# Sonatorrek
 (juin 2011).
Si vous disposez d'ouvrages ou d'articles de référence ou si vous connaissez des sites web de qualité traitant du thème abordé ici, merci de compléter l'article en donnant les références utiles à sa vérifiabilité et en les liant à la section « Notes et références ».

Sonatorrek (« l'irréparable perte de fils ») est un poème scaldique en 25 strophes écrit par Egill Skallagrímsson (environ 910–990). L’œuvre est une lamentation du poète pour la mort de deux de ses fils, Gunnar, mort de fièvre, et Böðvarr, qui s'est noyé en mer. Il est préservé dans la Saga d'Egill, fils de Grímr le Chauve au chapitre 78. D'après la saga, après la mort de Böðvarr, Egill comptait se laisser mourir de faim mais sa fille lui en a empêché en partie en le convainquant d'écrire cette ode à son fils.
Le poème est notable pour son thème tragique, sa complexité, et ses nombreuses références au panthéon divin et à d'autres éléments de la mythologie nordique.